# Hylaeus paulistanus
Hylaeus paulistanus är en biart som först beskrevs av Carlos Schrottky 1906.  Hylaeus paulistanus ingår i släktet citronbin, och familjen korttungebin. Inga underarter finns listade i Catalogue of Life.